# Joseph Louis Bonmariage
Joseph Louis Bonmariage (Heyd, 26 oktober 1937) is een voormalig Belgisch senator.

## Levensloop
Bonmariage werd assistent en later professor sociologie aan de Université Catholique de Louvain en was aan de universiteit syndicaal gedelegeerde van de CSC. Van 1974 tot 1977 was hij adjunct-kabinetschef van minister Robert Vandekerckhove en van 1981 tot 1985 was hij adviseur van Philippe Moureaux, minister-president van de Franse Gemeenschapsregering.
Als Waals militant was Bonmariage lid van het Rassemblement Wallon. Hij was directeur van het studiecentrum van de partij. Van 1978 tot 1981 zetelde hij als gecoöpteerd senator in de Belgische Senaat. Bij de verkiezingen van 1981 werd hij niet meer herkozen. Nadat het RW midden jaren 1980 uiteenviel, trad hij toe tot de PS en stond voor de partij meermaals op kieslijsten.
Van 1987 tot 1989 was Bonmariage gastprofessor aan de Universiteit van Kisangani. Tevens was hij van 1993 tot 1994 secretaris-generaal van de Waalse Familieliga, lid van de administratieraad van het Office nationale de la naissance de l'enfance en werd hij in 2000 benoemd tot vertegenwoordiger van de Franse Gemeenschap bij de adviesraad over kinderarbeid.